# Albert Lütkemeyer
Albert Lütkemeyer (* 17. Juni 1911 in Wellingholzhausen; † 26. Juni 1947 in Hameln) war ein deutscher SS-Hauptsturmführer und Schutzhaftlagerführer im KZ Neuengamme.

## Leben
Albert Lütkemeyer trat zum 1. Mai 1933 der NSDAP (Mitgliedsnummer 1.598.919) und 1934 der SS bei (SS-Nummer 270.485). Er war ab 1934 Angehöriger der Wachmannschaft des KZ Esterwegen und ab 1936 des KZ Dachau. Im Zuge des Aufbaus des KZ Neuengamme gelangte Lütkemeyer im April 1940, in Begleitung des künftigen Lagerkommandanten Martin Gottfried Weiß, nach Hamburg-Neuengamme. Zunächst fungierte er dort als Rapportführer und 2. Schutzhaftlagerführer und löste im Oktober 1942 Wilhelm Schitli als 1. Schutzhaftlagerführer ab. Lütkemeyer, der auch persönlich an Misshandlungen von Häftlingen teilnahm, wurde auf diesem Posten im April 1944 von Anton Thumann abgelöst und war anschließend Lagerführer eines Nebenlagers des KZ Groß-Rosen (Arbeitslager Riese im Eulengebirge). Nach Kriegsende wurde er verhaftet und beim 8. Neuengammeprozess wegen der Teilnahme an Verbrechen im KZ Neuengamme angeklagt. Lütkemeyer wurde zum Tode durch den Strang verurteilt und am 26. Juni 1947 im Zuchthaus Hameln hingerichtet.